# Jean-François Sylvestre Humbert
Pour les articles homonymes, voir Humbert.
Jean-François Sylvestre Humbert, né le 9 juin 1781 à Bruyères (Vosges), mort le 19 novembre 1821 à Colmar (Haut-Rhin), est un général français de la Révolution et de l’Empire.

## États de service
Il entre en service le 17 novembre 1806, comme sous-lieutenant, et il passe au service du royaume de Westphalie comme lieutenant le 11 décembre 1807. Il devient capitaine aide de camp du gouverneur de la ville de Cassel le 3 juillet 1808, chef de bataillon le 12 mars 1809, et major commandant le 1er régiment d’infanterie légère du royaume le 28 janvier 1811.
Il est nommé colonel le 9 février 1812, aide de camp du ministre de la guerre Salha de Hôhne et le 2 mars 1812, il prend les fonctions de chef d’état-major de la 24e division d’infanterie du général Von Ochs. Il est blessé à la bataille de la Moskova le 7 septembre 1812.
Il est fait chevalier de la Légion d’honneur le 7 mars 1813. Le 16 mai 1813, il est chef d’état-major de la garde royale de Westphalie, et le 6 septembre 1813, il devient écuyer du roi Jérôme Bonaparte. 
Le 15 novembre 1813, il est de retour au service de la France, et le 16 il est envoyé par le maréchal Berthier à Strasbourg pour occuper le poste de chef d’état-major de la division du général Broussier, et le 8 janvier 1814, son grade de colonel est confirmé dans l’armée française.
Il est promu général de brigade provisoire le 25 mars 1814, par le sénateur Roederer commissaire impérial extraordinaire à Strasbourg. 
Lors de la première restauration, il est fait chevalier de Saint-Louis, et il est promu au grade d’officier de la Légion d’honneur le 2 novembre 1814.
La seconde restauration ne reconnaitra pas son grade de général de brigade, et le 4 août 1815, il est nommé colonel du 11e régiment d’infanterie de ligne.  
Il meurt le 19 novembre 1821 à Colmar.

## Sources
- (en) « Generals Who Served in the French Army during the Period 1789 - 1814: Eberle to Exelmans »
- « Cote LH/1325/55 », base Léonore, ministère français de la Culture
- (pl) « Napoléon.org.pl »